# Фонтенел (Вајоминг)
Фонтенел (енгл. Fontenelle) насељено је место без административног статуса у америчкој савезној држави Вајоминг.

## Демографија
По попису из 2010. године број становника је 13, што је 6 (-31,6%) становника мање него 2000. године.
| Група             | 2000.       | 2010.      |
| Белци             | 19 (100,0%) | 12 (92,3%) |
| Афроамериканци    | 0 (0,0%)    | 0 (0,0%)   |
| Азијати           | 0 (0,0%)    | 1 (7,7%)   |
| Хиспаноамериканци | 0 (0,0%)    | 0 (0,0%)   |
| Укупно            | 19          | 13         |